# Miss Uruguay
Miss Universo Uruguay es un título de belleza femenina concedido en Uruguay. También se conoce así al certamen que lo confiere y que es realizado anualmente juzgando la belleza de candidatas provenientes de diferentes departamentos del país. Siendo el primer certamen de Miss Uruguay en 1930, cuyo ganadora Alicia Gómez, oriunda de San José, dio la patada inicial del primer partido del 1.er Campeonato de Fútbol organizado por la Fifa en Uruguay.
Originalmente el certamen se denominaba "Miss Uruguay" pero, a partir de 2004, pasó a denominarse Miss Universo Uruguay. Desde 2009 se coronan dos ganadoras. Una de ellas representa a Uruguay en Miss Universo y la otra en Miss Mundo. Anteriormente la organización también enviaba candidatas a otros concursos, como Miss Internacional, Reina Hispanoamericana, Miss Continentes Unidos, Reina Internacional del Café
Desde el año 1965 a 1979 la licencia de "Miss Universo Uruguay" fue propiedad del productor y conductor de televisión uruguayo Miguel Ángel Viera Bruchou.
Años más tarde el certamen de belleza fue responsabilidad de Lætitia d'Arenberg, el empresario Diego Porcile y el director de Miss Atlántico Internacional, Heber Barrios.
En 2016 debido a un cambio de dueño de la franquicia de Miss Universo Uruguay, el certamen fue realizado en la ciudad de Buenos Aires y transmitido en vivo por TNT.

## Ganadores

### Miss Uruguay
| Año  | Ganadora                           | Observaciones            | Ref.  |
| ---- | ---------------------------------- | ------------------------ | ----- |
| 1930 | Alicia Gómez                       |                          |       |
| 1952 | Nennella Prunell                   |                          |       |
| 1952 | Gladys Rubio Fajardo               | Top 10 de Miss Universo. | [ 4 ] |
| 1953 | Ada Alicia Ibáñez Amengual         | Top 16 de Miss Universo. |       |
| 1954 | Ana Moreno                         | Top 10 de Miss Universo. |       |
| 1955 | Inge Hoffmann                      |                          |       |
| 1956 | Guillermina Aguirre                |                          |       |
| 1957 | Gabriela Pascal                    | Top 15 de Miss Universo. |       |
| 1958 | Irene Augustyniak                  |                          |       |
| 1959 | Claudia Bernat                     |                          |       |
| 1960 | Iris Teresa Ubal Cabrera           |                          |       |
| 1961 | Susanna Lausorog Ferrari           |                          |       |
| 1962 | Nelly Pettersen Vasigaluz          |                          |       |
| 1963 | Graciela Pintos                    |                          |       |
| 1964 | Delia Babiak                       |                          |       |
| 1965 | Sonia Raquel Gorbaran              |                          |       |
| 1966 | Susana Regeden                     |                          |       |
| 1967 | Mayela Berton Martínez             |                          |       |
| 1968 | Graciela Minarrieta                |                          |       |
| 1969 | Julia Möller                       |                          |       |
| 1970 | Reneé Buncristiano                 |                          |       |
| 1971 | Alba Techeira López                |                          |       |
| 1972 | Cristina Moller                    |                          |       |
| 1973 | Yolanda Ferrali                    |                          |       |
| 1974 | Mirta Graziella Rodríguez          |                          |       |
| 1975 | Evelyn Rodríguez                   |                          |       |
| 1976 | Leila Luisa Viñas Martínez         |                          |       |
| 1976 | Sara Alaga Valega                  | Miss Uruguay Mundo.      |       |
| 1977 | Adriana Umpierre Escudero Carpio   |                          |       |
| 1978 | María del Carmen da Rosa           |                          |       |
| 1979 | Elizabeth Busti                    |                          |       |
| 1980 | Beatriz Antúñez                    |                          |       |
| 1981 | Griselda Dianne Anchorena          |                          |       |
| 1982 | Silvia Beatriz Vila Abavian        | Top 12 de Miss Universo. |       |
| 1983 | María Jacqueline Beltrán           |                          |       |
| 1984 | Giselle Barthou Quintes            |                          |       |
| 1984 | Yissa Pronzatti Pérez              | Miss Uruguay Mundo.      |       |
| 1985 | Andrea Beatriz López Silva         | Top 5 de Miss Universo.  |       |
| 1986 | Norma Silvana García Lapitz        |                          |       |
| 1987 | Victoria Zangaro                   |                          |       |
| 1987 | Mónica Borrea                      | Miss Uruguay Mundo.      |       |
| 1988 | Carla Trombotti                    |                          |       |
| 1989 | Carolina Pies Riet                 |                          |       |
| 1990 | Ondina Pérez Isaza                 |                          |       |
| 1991 | Adriana Comas Silvera              |                          |       |
| 1992 | Leonora Dibueno Fenocchi           |                          |       |
| 1992 | Gabriela Escobar Ventura           | Miss Uruguay Mundo.      |       |
| 1993 | María Fernanda Navarro Guigou      |                          |       |
| 1994 | Leonora Irene Dibueno Fenocchi     |                          |       |
| 1995 | Sandra Znidaric                    |                          |       |
| 1996 | Sandra Maidana                     |                          |       |
| 1996 | Claudia Verónica Galarretta Olmedo | Miss Uruguay Mundo.      |       |
| 1997 | Ana González Kwasny                |                          |       |
| 1997 | Adriana Cano                       | Miss Uruguay Mundo.      |       |
| 1998 | Virginia Lourdes Russo Marrero     |                          |       |
| 1998 | Desireé Fernández                  | Miss Uruguay Mundo.      |       |
| 1999 | Verónica González                  |                          |       |
| 1999 | Katherine Gonzalves Pedrozo        | Miss Uruguay Mundo.      |       |
| 2000 | Giovanna Piazza Díaz               |                          |       |
| 2000 | Natalia Figueras Cabezas           |                          | [ 5 ] |
| 2000 | Katja Thomsen Grien                | Miss Uruguay Mundo       |       |
| 2001 | Carla Leticia Piaggio Taracido     |                          |       |
| 2001 | María Daniela Abasolo Cugnetti     | Miss Uruguay Mundo       |       |
| 2002 | Fiorella Fleitas                   |                          |       |
| 2002 | Natalia Figueras Cabezas           | Miss Uruguay Mundo       |       |
| 2003 | Elena Nin                          |                          |       |
| 2012 | Lohana Wince                       |                          |       |
| 2015 | Bianca Sánchez Picos               |                          | [ 6 ] |
| 2016 | Valeria Barrios Ustra              |                          |       |

## Miss Universo Uruguay

### Miss Universo Uruguay
| Año       | Ganadora                         |  | Departamento         |
| --------- | -------------------------------- |  | -------------------- |
| 2004      | Nadia Theoduloz                  |  | Maldonado            |
| 2004      | Nicole Dupont Giglio             |  | Florida              |
| 2005      | Viviana Antonela Arena Galvalisi |  | Salto                |
| 2006      | Fatimih Dávila Sosa              |  | Maldonado            |
| 2007      | Giannina Carla Silva Varela      |  | Artigas              |
| 2008      | Paula Andrea Díaz Galeone        |  | Canelones            |
| 2009      | Cinthia Carolina D'Ottone Reyna  |  | Colonia              |
| 2010      | Stephany Ortega                  |  | Montevideo           |
| 2011      | María Fernanda Semino            |  | Montevideo           |
| 2012      | Camila Vezzoso García            |  | Artigas              |
| 2013      | Micaela Orsi Jorcín              |  | Colonia              |
| 2014      | Johana Riva Garabetian           |  | Montevideo           |
| 2015      | Bianca Sánchez Picos             |  | Montevideo           |
| 2016      | Magdalena Cohendet               |  | Artigas              |
| 2017      | Marisol Acosta                   |  | Rivera               |
| 2018      | Sofía Abigaíl Marrero Moreira    |  | Canelones            |
| 2019      | Fiona Tenuta Vanerio             |  | Maldonado            |
| 2020      | Tania «Lola» de los Santos Bicco |  | Paysandú             |
| 2022 2024 | Carla Romero Yanina Lucas        |  | Montevideo Lavalleja |

Miss Mundo Uruguay
| Año  | Ganadora                          | Departamento |
| ---- | --------------------------------- | ------------ |
| 2004 | María Jimena Rivas Fernández      | Maldonado    |
| 2005 | Daniela Tambasco Marfetan         | Montevideo   |
| 2006 | Soledad Gagliardo                 | Montevideo   |
| 2009 | Claudia Rossina Vanrell Escalante | Maldonado    |
| 2010 | Eliana Sabrina Olivera Gonnet     | Maldonado    |
| 2011 | Karina Belén Sogliano Maldonado   | Montevideo   |
| 2012 | Valentina Henderson Aromburu      | Salto        |
| 2014 | Romina Fernández Sellanes         | San José     |
| 2015 | Sherika de Armas Elías            | Montevideo   |
| 2016 | María Romina Trotto Morales       | Cerro Largo  |
| 2017 | Melina Carballo Fagúndez          | Montevideo   |
| 2020 | Xiomara Valentina Camejo Bernal   | Canelones    |

### Reina Hispanoamericana
- 2000 - Natalia Figueras
- 2004 - Carolina Brigitte Degener
- 2005 - Viviana Antonela Arena Galvalisi
- 2006 - Fatimih Dávila Sosa
- 2007 - Giannina Carla Silva Varela
- 2009 - Cinthia Carolina D'Ottone Reyna
- 2010 - Stephany Ortega
- 2011 - María Fernanda Semino
- 2012 - Camila Vezzoso García
- 2013 - Andrea Vezzoso García
- 2014 - Serrana Silva
- 2015 - Carolina “Caro” Bonti Machado
- 2016 - María Romina Trotto Morales

### Miss Grand Internacional
- Ganadora
- Finalistas
- Semi Finalistas
- Cuartofinalista (Top 20)

| Año  | Representante   | Posición     |
| ---- | --------------- | ------------ |
| 2016 | Melina Carballo | No clasificó |

### Miss Continentes Unidos[8]
- Ganadora
- Finalistas
- Semi Finalistas
- Cuartofinalista (Top 20)

| Año  | Representante                  | Posición |
| ---- | ------------------------------ | -------- |
| 2006 | Fatimih Dávila Sosa            |          |
| 2007 | Agostina Gabriela Padula Sella |          |
| 2008 | Paula Andrea Díaz Galione      |          |
| 2009 | Ana Laura Santana Gómez        |          |
| 2010 | Eliana Sabrina Olivera Gonnet  |          |
| 2011 | Diana Banchero                 |          |
| 2012 | Valentina Henderson            |          |
| 2013 | Camila Vezzoso García          |          |
| 2016 | Thalía García Pereira          |          |
| 2018 | Lola de los Santos             | Top 10   |

## Señorita Uruguay
La organización Señorita Uruguay, cuya licencia pertenece a Renzo Dupont y Soledad García directores de GF Models Uruguay, otorga el título nacional bajo el mismo nombre y habilita a participar como representante de Uruguay en certámenes internacionales. En la categoría hombres, el título otorgado es Míster Uruguay.
| Año  | Representante       | Departamento | Certamen Internacional | Título / Menciones                                          |
| ---- | ------------------- | ------------ | ---------------------- | ----------------------------------------------------------- |
| 2017 | Florencia Barrios   | Río Negro    | Miss Belleza Mundial   | Reina \| Miss Fotogénica \| Miss Virtual                    |
| 2017 | Sofía Mieres        | Canelones    | Queen Beauty World     | Virreina \| Miss Elegancia \| Mejor Silueta \| Miss Virtual |
| 2017 | Kevin Almirón       | Río Negro    | Míster Belleza Mundial | Virrey                                                      |
| 2018 | Tania De Los Santos | Montevideo   | Miss Sea World         | mayo                                                        |
| 2018 | Kevin Alvez         | Montevideo   | Míster Sea World       | mayo                                                        |
| 2018 | Mariana Frodella    | Soriano      | Miss Belleza Mundial   | septiembre                                                  |
| 2018 | Manuel Ergui        | Río Negro    | Míster Belleza Mundial | septiembre                                                  |

## Miss Latinoamérica
Miss Latinoamérica Internacional es uno de los mayores certámenes de belleza del continente. El concurso se celebra en la Ciudad de Panamá, Panamá, donde año a año, distintas representantes de diferentes países y territorios autónomos latinoamericanos, disputan la corona.
En Uruguay, Agustina Rodríguez y Nicolás Safi, de la Agencia NSmodels, conceden anualmente el título Miss Latinoamérica Uruguay a la representante seleccionada.
| Año  | Representante   | Departamento | Posición               | Distinciones                                             |
| ---- | --------------- | ------------ | ---------------------- | -------------------------------------------------------- |
| 2017 | Bianca Sánchez  | Montevideo   | Tercera Finalista      | Mejor Rostro, Top 3 Mejor Silueta y Top 3 Mejor Pasarela |
| 2018 | Melina Carballo | Salto        | Virreina Latinoamérica |                                                          |
| 2019 | Marisol Acosta  | Rivera       | Ganadora               |                                                          |

## Reinas del Uruguay

### Miss Tierra
- 2004 - Katherine Gonzalves Pedrozo
- 2011 - Diana Banchero
- 2012 - Cynthia Kutscher Kleinschmidt
- 2015 - Belén Cabrera[9]

### Miss América Latina
- Ganadora
- Finalistas
- Semi Finalistas
- Cuartofinalista (Top 20)

| Año  | Representante               | Posición                  |
| ---- | --------------------------- | ------------------------- |
| 2004 | Karen Klosz                 | 2.º lugar (1.ª Finalista) |
| 2007 | Giannina Carla Silva Varela | Miss América Latina       |
| 2011 | Erika Falken                | Semifinalista (Top 10)    |
| 2012 | Belén Sogliano              | 4.º lugar (3.ª Finalista) |
| 2013 | Natalia Sánchez             |                           |
| 2015 | Cecilia Ortega Paredes      |                           |

 2020
|} Lorena Sosa 
|} Medalla de bronce mejor talento de las Américas]]

## Otros certámenes internacionales

### Miss Intercontinental
- 2000 - Katherine Gonzalves Pedrozo - Katherine obtuvo el premio "Best in swimsuit"
- 2011 - Patricia Callero
- 2012 - Tathiana Prisco

### Miss Internacional
- 2010 - Evangelina Lechini - Salto

### Reina Internacional del Café
- Ganadora
- Finalistas
- Semi Finalistas
- Cuartofinalista (Top 20)

| Año  | Representante                      | Posición                     |
| ---- | ---------------------------------- | ---------------------------- |
| 1989 | Gisel Silva Sienra                 | 4.º Lugar (3.ª Finalista)    |
| 1992 | Margaret Nicole Geymonat Schaffner | Reina Internacional del Café |
| 2008 | Camila Fernández Carvalho          | 2.º Lugar (Virreina)         |
| 2014 | Antonella Rodríguez González       | 5.º Lugar (4.ª Finalista)    |
| 2016 | Yuliana Gladys Peixoto Dziekonski  |                              |

### Reina Universal
| Año  | Representante                   | Categoría | Posición                     | Menciones Especiales    |
| ---- | ------------------------------- | --------- | ---------------------------- | ----------------------- |
| 2018 | Xiomara Valentina Camejo Bernal | Miss      | Reina Universal 2018         | Reina Turismo Universal |
| 2018 | Zaira Tavarez Vallejo           | Teen      | Virreina Teen Universal 2018 | Mejor Silueta           |
| 2020 | Florencia López Romano          | Miss      | Virreina Universal 2020      | Mejor Talento           |
| 2020 | Karolain Machín                 | Teen      | Princesa Teen Universal 2020 | Miss Elegancia          |
| 2020 | Yanina Pérez                    | Petite    | Reina Petite Universal 2020  |                         |
| 2020 | Selena LLagarías                | Pluz      | Reina Pluz Universal 2020    | Miss Integración        |

## Otros certámenes nacionales
- Miss Atlántico Internacional
- Reina de Punta del Este
- Miss Ocean Club
- Reina Nacional de la Vendimia
- Reina del Carnaval, Llamadas y Escuelas de Samba
- Reina de la Semana de la Cerveza
- Reina de la Colectividad Española
- Miss Verano